# Richard J. Terrile
Richard J. Terrile va nàixer en 1951. Es va criar en Flushing en Queens. Va estudiar en l'Institut d'Ensenyança Mitjana John Brown de Flushing i posteriorment en la Universitat Estatal de Nova York en Stony Brook on va aconseguir una doble llicenciatura en Física i Astronomia. Va fer el doctorat de Ciències Planetàries en l'Institut Tecnològic de Califòrnia treballant en el telescopi de 5 metres de Mont Palomar. Va ser deixeble de Tobies C. Owen. En la dècada dels 80 va participar com a astrònom en la missió del Voyager 1 i 2 on va fer diversos descobriments:
- En octubre de 1980 va descobrir en les fotografies del Voyager 1 la luna Atles de Saturn que orbita lleugerament exterior a l'anell A de Saturn i manté la seva vorera.
- En la mateixa època a l'observar que la lluna pastora de l'anell F de Saturn Telesto tenia una òrbita excèntrica va pensar que l'anell F també seria excèntric pel que se li va ocórrer comparar fotos dels anells a un costat i a l'altre del planeta demostrant l'excentricitat del F i d'un altre anell en l'interior d'una divisió de l'anell C.
- El 20 de gener de 1986 a l'acostar-se el Voyager 2 a Urà va descobrir les llunes pastores de l'anell èpsilon, Cordèlia i Ofèlia.
- En 1989 a l'acostar-se el Voyager 2 a Neptú va descobrir la llunes Nàiada i Talassa.

Ha participat en diversos projectes més de la NASA i com astrònom en l'estudi de planetes extrasolars.